# 고정권
고정권(高湞權, 1929년 ~ 1986년 1월 6일)은 대구지방법원 등에서 법원장을 역임한 법조인이다. 

## 생애
1929년 경상북도에서 태어나 서울대학교 법학과를 졸업하고 제8회 고등고시 사법과에 합격했다. 부산지방법원과 대구지방법원에서 부장판사를 하다가 부산지방법원, 전주지방법원. 대구지방법원에서 법원장을 역임하였다. 대구지방법원에서 법원장으로 재직하던 1986년 1월 6일에 서울시 성동구 광장동 자택에서 사망했다.
부산지방법원 판사로 재직하던 1962년 6월 20일에 평화선을 침범한 일본 11톤 어선 조규마루 선장 등 8명의 어부들에게 모두 실형을 선고했으며 대구고등법원 형사부 재판장으로 재직하던 1976년 11월 26일에 3.15 의거 발포 책임자로 기소되어 대구고등법원에서 징역4년을 선고받았으나 대법원에서 파기환송된 전 부산지검 마산지청장 서덕용에게 징역2년 집행유예3년을 선고했다. [[대구고등법원[[ 제2민사부 재판장으로 재직하던 1978년 10월 11일에 대구 효성여대를 상대로 입학시점 합격 확인 청구소송에서 "합격점수를 받은 수험생이 빗나간 언동을 했다 하여 그것이 교육 목표에 위배되거나 학구적 태도와 여성다운 덕망이 결여됐다고 단정하여 불합격한 것은 재량권을 남용한 부당한 처사"라면서 원고승소 판결했다.